# شريف سرحان
شريف سرحان (1976-) هو فنان تشكيلي فلسطيني، ولد في غزة. حصل على دبلوم في الفنون من جامعة (آي سي إس) في الولايات المتحدة الأمريكية، كما بدأ مشواره الفني في جمعية الشبان المسيحية بغزة عام 1996. عمل مصوراً فوتوغرافياً، وهو أحد مؤسسي مجموعة شبابيك من غزة للفن المعاصر، وعضو رابطة الفنانين الفلسطينيين. شارك أيضاً في أكاديمية أيلول، وفي دارة الفنون الأردنية. بالإضافة إلى إنتاجه كتاب صور، وفيلم تجريبي غزة حرب.

## أسلوبه الفني
تنوعت تقنيات شريف ما بين الرسم والتركيب، والتصوير الرقمي، وفن الفيديو، الذي فتح الفرصة أمامه للعروض المستمرة في فلسطين وخارجها. كما تأثر بالحصار الذي فرض على غزة عام 2007، فانعكس هذا التأثير بشكل كبير على تجربته التي أصبحت أكثر نضجاً من حيث المفهوم، بالإضافة إلى استخدام الأدوات المعاصرة لنقل واقع الحياة اليومي للإنسان والمكان في غزة.
بدأ سرحان العمل على إنشاء أعمال تركيبية في الفضاء العام عام 2016، واعتمد على إعادة استخدام مخلفات البيئة والحرب في ذلك، مستخدماً الألمونيوم والحديد، الذي يتم جمعه من الشارع وورش الحديد، بالإضافة الي أشياء قابلة للتدوير، حيث ركز في أعماله ذات التقنيات المختلفة على واقع الحياة اليومية، في غزة للفت الأنظار إلى العدوان والحصار المتكرر عليها.

## المعارض الفردية المختارة
- (مجرد مخيم) شبكة المركز الفرنسي في فلسطين عام 2008.
- (غزة تعيش) في القدس وعمّان عام 2012.
- (غزة 51) دارة الفنون في عمّان عام 2015.[9]

## المعارض الجماعية المختارة
- القدس في عيون الفنانين، دار الكرامة، في رام الله عام 2000.[3]

- بينالي الشارقة، عام 2001.

- الفن يتجاوز الحدود مينابولس، في أمريكا عام 2003.

- معرض العودة، في أمريكا الشمالية عام 2004.

- معرض فلسطين، في دبي عام 2005.

- معرض فضاء محتل، في لندن عام 2006.

- بدون تجهيز من غزة، بيت مكان، في الأردن عام 2008.

- بينالي الثقافة الدولي الأول، في القاهرة عام 2009.

- معرض قصص بصرية، في جاليري التقاء غزة عام 2010.

- معرض شبابيك على غزة، في دبلن عام 2014.

## الجوائز
الجائزة البرونزية عام 2008، والجائزة التقديرية للعام 2007 في مسابقة اتحاد المصورين العرب .

## المقتنيات
تقتني العديد من المؤسسات مجموعة من أعماله مثل مجموعة مازن قبطي في القدس، دارة الفنون، في عمان، وزارة الثقافة الفلسطينية، ومجموعة أبو غزالة في الأردن.